# Milișăuți
Milișăuți (en allemand : Milleschoutz) est une ville du județ de Suceava, Bucovine, Moldavie, située dans le nord-est de la Roumanie. En 2011, elle comptait 5 005 habitants.

## Démographie
Lors du recensement de 1930, 81,9 % de la population se déclarent roumains, 6,55 % comme allemands, 6,23 % comme ruthènes, 2,57 % comme houtsoules, 1,15 % comme lipovènes et 1,6 % comme juifs.
Lors du recensement de 2011, 97,16 % de la population se déclarent roumains, 1,11 % comme ukrainiens (1,39 % ne déclarent pas d'appartenance ethnique et 0,31 % déclarent appartenir à une autre ethnie).
Du point de vue religieux, en 1930, 91,45 % de la population déclarent être de confession orthodoxe, 5,5 % de confession luthérienne, 1,6 % de confession juive, 0,9 % de confession catholique (0,55 % déclarent pratiquer une autre religion).
En 2011, 84,49 % de la population déclarent être chrétiens orthodoxes, 7,03 % adventistes du septième jour et 6,37 % pentecôtistes (7,41 % ne déclarent pas d'appartenance religieuse et 1,22 % déclarent pratiquer une autre religion).

## Politique
| Parti | Parti                                    | Conseillers |
| ----- | ---------------------------------------- | ----------- |
|       | Parti social-démocrate (PSD)             | 5           |
|       | Union sauvez la Roumanie (USR)           | 5           |
|       | Parti national libéral (PNL)             | 2           |
|       | Parti Mouvement populaire (PMP)          | 2           |
|       | Alliance pour l'unité des Roumains (AUR) | 1           |

## Tourisme
Le samedi 9 septembre 2006, à Milișăuți s'est déroulée la première édition du « Festival vert » (Festivalului Verzei) une célébration annuelle où il y a une exposition de produits agricoles de saison, une dégustation de sarmale, un défilé de chevaux, des concerts et des danses folkloriques.